# گروه تی‌آی
گروه تی‌آی (انگلیسی: TI Group) شرکت مهندسی بریتانیایی است، که در سال ۱۹۱۹ تأسیس شد.